# フツナプレート

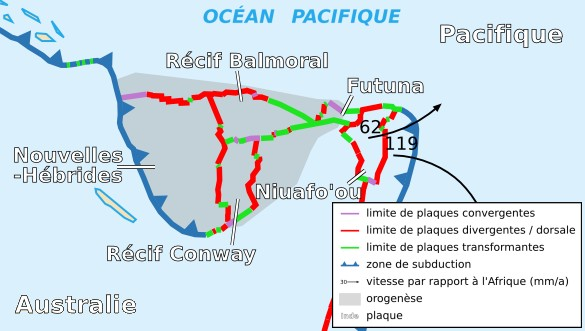
フツナプレート

フツナプレート(Futuna Plate（英語）)は、南太平洋のフツナ島近海にある極小規模な構造プレートである。北の太平洋プレートと南のオーストラリアプレートおよび東のニウアフォプレートに挟まれている。